# Dinophalus cyanorrhoea
Dinophalus cyanorrhoea là một loài bướm đêm trong họ Geometridae.